# ألين ويلسون
ألين ويلسون (بالإنجليزية: Allen Wilson)‏ هو مدير فني أمريكي، ولد في عقد 1950 في مدلاند في الولايات المتحدة.